# 砂田重民
砂田 重民（すなだ しげたみ、1917年3月4日 - 1990年9月24日）は、日本の政治家。位階は正三位勲一等、勲章は旭日大綬章。衆議院議員、文部大臣、沖縄開発庁長官兼北海道開発庁長官などを務めた。父は自民党総務会長を務めた砂田重政。従弟は元衆議院議員の砂田圭佑。

## 来歴・人物
兵庫県神戸市出身。暁星学園を経て、立教大学経済学部卒業。河野一郎の秘書を経て、1963年の第30回衆議院議員総選挙に父・重政の後継者として旧兵庫1区から出馬し初当選。当選同期に小渕恵三・橋本龍太郎・小宮山重四郎・伊東正義・田中六助・渡辺美智雄・佐藤孝行・藤尾正行・中川一郎・三原朝雄・鯨岡兵輔・西岡武夫・奥野誠亮などがいる。以後2回連続当選後、3期目途中で議員を辞職し、1972年の神戸市長選挙に、自民党と袂を分かった現職の宮崎辰雄に挑む形で立候補したが落選。同年12月の第33回衆議院議員総選挙でも次点であったが、1976年12月の第34回衆議院議員総選挙で返り咲いた。衆議院選挙の当選回数は通算8回。
1977年11月、衆院当選4回ながら福田内閣の文部大臣として初入閣。1979年立教大学校友会会長。
自民党総務局長、予算委員長などを歴任後、1990年2月第2次海部内閣の北海道開発庁長官兼沖縄開発庁長官に就任したが、病気のため任期途中で辞任した。その後、議員在職中となる同年9月24日、呼吸不全のため、東京都港区の虎の門病院で死去した。73歳没。同月23日、特旨を位記を追賜され、死没日付をもって正三位勲一等に叙され、旭日大綬章を追贈された。追悼演説は同年11月1日の衆議院本会議で、渡部一郎により行われた。墓所は小平霊園にある。